# La Gloria (Colombie)
Pour les articles homonymes, voir La Gloria.
La Gloria est une municipalité située dans le département de Cesar, en Colombie.